# Abdel-Kader Zaaf
Abdel-Kader Zaaf (Chitouane, 27 de janeiro e 1917 — 22 de setembro de 1986) foi um ciclista argelino naturalizado francês. Ele terminou em último lugar no Tour de France 1951.